# Глатирамера ацетат
Копаксон, глатирамера ацетат (Copaxone, Copolymer-1, COP-1) — специфический иммуномодулирующий препарат, предназначенный для лечения рассеянного склероза, разработанный и производимый фармацевтической компанией Тева. Копаксон являлся первым препаратом, разработанным специально для лечения рассеянного склероза.
Действующее вещество: Глатирамера ацетат (ГА) —  уксуснокислая соль смеси синтетических полипептидов, образованных природными левовращающими изомерами четырёх аминокислот: Глутаминовой кислоты, Лизина, Аланина и Тирозина в соотношении 1,0:6,0:4,76:1,9. По химическому строению ГА имеет сходство с основным белком миелина.
Начиная, по крайней мере, с 2012 года, препарат входит в российский Перечень жизненно необходимых и важнейших лекарственных препаратов (ЖНВЛП), как глатирамера ацетат.

## Механизмы действия
Точные механизмы действия Копаксона неизвестны, основными считаются: «вытеснение» молекулой ГА антигена основного белка миелина из тримолекулярного комплекса, сдвиг иммунного ответа от про-воспалительных Т-хелперов 1 типа в сторону регуляторных противовоспалительных Т-хелперов 2 типа, стимуляция выработки иммуноцитами нейротрофических факторов в ЦНС, с чем связывают нейропротективное действие препарата.

## Эффективность при рассеянном склерозе
Эффективность при рассеянном склерозе: по данным контролируемых исследований, Копаксон в дозе 20 мг подкожно ежедневно уменьшает частоту развития обострений при ремиттирующем рассеянном склерозе. В марте 2009 года на основании результатов исследования PreCISe, которое продемонстрировало значимое увеличение временного интервала до второго обострения у больных с клинически изолированным синдромом (КИС), подозрительным на рассеянный склероз, на фоне лечения Копаксоном по сравнению с пациентами, получавшими плацебо, Копаксон был разрешен Комиссией по пищевым продуктам и лекарствам США для применения после первой атаки заболевания.
Применение более высоких доз копаксона (40 мг подкожно ежедневно) не показало преимуществ по сравнению со стандартной дозой 20 мг. Также не показано преимуществ применения Копаксона при первично-прогрессирующем и вторично прогрессирующем рассеянном склерозе. Прямые сравнительные исследования копаксона с высокими дозами бета-интерферонов (Ребиф, Бетаферон) не показали значимых отличий ни в способности препаратов снижать частоту обострений, ни в способности уменьшать количество и объём очагов РС на МРТ.

## Побочные эффекты

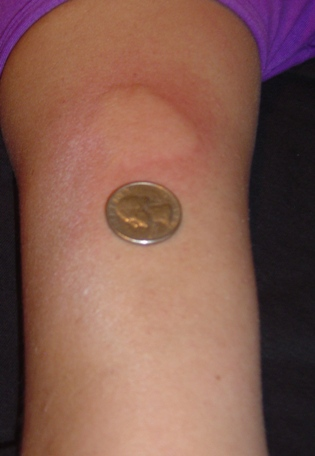
Реакция на левой руке в месте инъекции копаксона.

Побочные эффекты: основные побочные эффекты препарата — реакции в местах инъекций: гиперемия, жжение, которые обычно слабо выражены, купируются самостоятельно и не требуют дополнительной терапии. При многолетнем приеме препарата возможно образование липоатрофических (локальная атрофия жировой ткани в местах инъекций) изменений. К редким побочным эффектам относится генерализованная постинъекционная реакция, появляющаяся после инъекции копаксона в течение 2—15 минут и проявляющаяся одышкой, тахикардией, гиперемией кожи, холодным потом, болями в грудной клетке, потемнением в глазах и т. п. Причина генерализованной постинъекционной реакции неизвестна. Однако доказано, что она не представляет опасности для жизни и здоровья и не требует обычно дополнительной терапии.